# Rusko
Rusko è un comune finlandese di 6428 abitanti, situato nella regione del Varsinais-Suomi.